# Reinventing the Steel
Reinventing the Steel deveti je i konačni studijski album američkog heavy metal sastava Pantera, objavljen 14. ožujka 2000. godine.

## O albumu
Album se nalazio na 4. mjestu Billboard 200 top ljestvice. Tekstovi pjesama uglavnom su o samom sastavu. U pjesmi "Goddamn Electric" spominju sastave Black Sabbath i Slayer, koje smatraju svojim najvećim uzorima. Također, članovi sastava album su posvetili svim svojim obožaveteljima.

## Popis pjesama
Tekstovi i glazba: Pantera. 
| 1.    | »Hellbound«                            | 2:41 |
| 2.    | »Goddamn Electric«                     | 4:58 |
| 3.    | »Yesterday Don't Mean Shit«            | 4:19 |
| 4.    | »You've Got to Belong to It«           | 4:13 |
| 5.    | »Revolution Is My Name«                | 5:19 |
| 6.    | »Death Rattle«                         | 3:17 |
| 7.    | »We'll Grind That Axe for a Long Time« | 3:44 |
| 8.    | »Uplift«                               | 3:45 |
| 9.    | »It Makes Them Disappear«              | 6:22 |
| 10.   | »I'll Cast a Shadow«                   | 5:22 |
| 43:50 |                                        |      |

## Osoblje
Pantera
- Phil Anselmo – vokal
- Dimebag Darrell – gitara, prateći vokal
- Rex Brown – bas-gitara, prateći vokal
- Vinnie Paul – bubnjevi

Gostujući glazbenici
- Kerry King (iz Slayera) - gitara na "Goddamn Electric"